# Юниорская сборная Украины по хоккею с шайбой
Юниорская сборная Украины по хоккею с шайбой — национальная сборная команда игроков по хоккею с шайбой, возраст которых в год проведения матчей достиг 18 лет. Представляет Украину на международных турнирах по хоккею с шайбой и товарищеских встречах. Организацию, управление и контроль обеспечивает Федерация хоккея Украины.

## История

### Советский период
До 1991 года на всесоюзных соревнованиях украинские юниоры выступали в составе юниорской сборной команды Украинской ССР, управляемой Федерацией хоккея УССР во главе с бессменным руководителем Анатолием Николаевичем Хорозовым. Так, с 1978 года юниорская сборная УССР принимала участие во Всесоюзной зимней Спартакиаде. Согласно Положению о хоккейном турнире, в нём должны были принимать участие только юниоры (не старше 17 лет). Хоккейные соревнования рассматривались как смотр ближайших резервов. Таким образом, вслед за взрослой командой, принимавшей участие в I зимней Спартакиаде в 1962 году, выступления в турнирах продолжила, юниорская команда, зачастую формируемая из воспитанников украинских клубов — ХК «Сокол» (Киев), ХК «Динамо» (Харьков).
| \| Состав юниорской сборной УССР по хоккею с шайбой на IV зимней Спартакиаде народов СССР \| Состав юниорской сборной УССР по хоккею с шайбой на IV зимней Спартакиаде народов СССР \| Состав юниорской сборной УССР по хоккею с шайбой на IV зимней Спартакиаде народов СССР \| Состав юниорской сборной УССР по хоккею с шайбой на IV зимней Спартакиаде народов СССР \| Состав юниорской сборной УССР по хоккею с шайбой на IV зимней Спартакиаде народов СССР \| Состав юниорской сборной УССР по хоккею с шайбой на IV зимней Спартакиаде народов СССР \| Состав юниорской сборной УССР по хоккею с шайбой на IV зимней Спартакиаде народов СССР \| \| П \| Игрок \| Г.р. \| И \| Г \| О \| Город \| \| -------------------------------------------------------------------------------------- \| -------------------------------------------------------------------------------------- \| -------------------------------------------------------------------------------------- \| -------------------------------------------------------------------------------------- \| -------------------------------------------------------------------------------------- \| -------------------------------------------------------------------------------------- \| -------------------------------------------------------------------------------------- \| \| Н \| Бабенко Юрий[укр.] \| 1961 \| \| \| \| Киев \| \| Н \| Баранов Юрий \| 1961 \| \| \| \| Киев \| \| В \| Васильев Валерий \| 1961 \| \| \| \| Киев \| \| \| Ефимов Геннадий \| 1961 \| \| \| \| Киев \| \| Н \| Иванов Игорь \| 1961 \| \| \| \| Киев \| \| \| Каманин \| 1961 \| \| \| \| \| \| \| Кривенко Игорь \| 1961 \| \| \| \| Киев \| \| З \| Лепеха Вячеслав \| 1961 \| \| \| \| Киев \| \| \| Литвиненко Игорь \| 1961 \| \| \| \| Киев \| \| \| Лозовский Юрий \| 1961 \| \| \| \| Киев \| \| Н \| Науменко Александр \| 1961 \| \| \| \| Киев \| \| Н \| Нужин Сергей \| 1961 \| \| \| \| Киев \| \| Н \| Попов Евгений \| 1961 \| \| \| \| Киев \| \| \| Слипченко Вячеслав \| 1961 \| \| \| \| Киев \| \| Н \| Терпиловский Андрей \| 1962 \| \| \| \| Киев \| \| \| Ульченков Владимир \| 1961 \| \| \| \| Киев \| \| \| Хоменко Александр \| 1961 \| \| \| \| Киев \| \| З \| Хоменко Анатолий \| 1961 \| \| \| \| Киев \| \| \| Ященко Валерий \| 1961 \| \| \| \| Киев \| \| тренер \| тренер \| Эдуард Дьяков \| Эдуард Дьяков \| Эдуард Дьяков \| Эдуард Дьяков \| Эдуард Дьяков \| |                     |               |               |               |               |               |
| Состав юниорской сборной УССР по хоккею с шайбой на IV зимней Спартакиаде народов СССР |                     |               |               |               |               |               |
| П | Игрок               | Г.р.          | И             | Г             | О             | Город         |
| Н | Бабенко Юрий        | 1961          |               |               |               | Киев          |
| Н | Баранов Юрий        | 1961          |               |               |               | Киев          |
| В | Васильев Валерий    | 1961          |               |               |               | Киев          |
| | Ефимов Геннадий     | 1961          |               |               |               | Киев          |
| Н | Иванов Игорь        | 1961          |               |               |               | Киев          |
| | Каманин             | 1961          |               |               |               |               |
| | Кривенко Игорь      | 1961          |               |               |               | Киев          |
| З | Лепеха Вячеслав     | 1961          |               |               |               | Киев          |
| | Литвиненко Игорь    | 1961          |               |               |               | Киев          |
| | Лозовский Юрий      | 1961          |               |               |               | Киев          |
| Н | Науменко Александр  | 1961          |               |               |               | Киев          |
| Н | Нужин Сергей        | 1961          |               |               |               | Киев          |
| Н | Попов Евгений       | 1961          |               |               |               | Киев          |
| | Слипченко Вячеслав  | 1961          |               |               |               | Киев          |
| Н | Терпиловский Андрей | 1962          |               |               |               | Киев          |
| | Ульченков Владимир  | 1961          |               |               |               | Киев          |
| | Хоменко Александр   | 1961          |               |               |               | Киев          |
| З | Хоменко Анатолий    | 1961          |               |               |               | Киев          |
| | Ященко Валерий      | 1961          |               |               |               | Киев          |
| тренер | тренер              | Эдуард Дьяков | Эдуард Дьяков | Эдуард Дьяков | Эдуард Дьяков | Эдуард Дьяков |

| Игры юниорской сборной УССР по хоккею с шайбой на IV зимней Спартакиаде народов СССР | Игры юниорской сборной УССР по хоккею с шайбой на IV зимней Спартакиаде народов СССР | Игры юниорской сборной УССР по хоккею с шайбой на IV зимней Спартакиаде народов СССР | Игры юниорской сборной УССР по хоккею с шайбой на IV зимней Спартакиаде народов СССР | Игры юниорской сборной УССР по хоккею с шайбой на IV зимней Спартакиаде народов СССР | Игры юниорской сборной УССР по хоккею с шайбой на IV зимней Спартакиаде народов СССР |
| №                                                                                    | Дата                                                                                 | Соперник                                                                             | Счёт                                                                                 | Стадия                                                                               | Примечание                                                                           |
| ------------------------------------------------------------------------------------ | ------------------------------------------------------------------------------------ | ------------------------------------------------------------------------------------ | ------------------------------------------------------------------------------------ | ------------------------------------------------------------------------------------ | ------------------------------------------------------------------------------------ |
| 1                                                                                    | 06.03.1978                                                                           | Латвийская ССР                                                                       | 8 : 5                                                                                | предв.                                                                               | (3-я гр.)                                                                            |
| 2                                                                                    | 08.03.1978                                                                           | Казахская ССР                                                                        | 7 : 2                                                                                | предв.                                                                               | (3-я гр.)                                                                            |
| 3                                                                                    | 10.03.1978                                                                           | Москва                                                                               | 2 : 6                                                                                | предв.                                                                               | (3-я гр.)                                                                            |
| 4                                                                                    | 13.03.1978                                                                           | Куйбышевская область                                                                 | 1 : 5                                                                                | финал.                                                                               | за 5-8 места                                                                         |
| 5                                                                                    | 15.03.1978                                                                           | Омская область                                                                       | 4 : 1                                                                                | финал.                                                                               | за 5-8 места                                                                         |
| 6                                                                                    | 17.03.1978                                                                           | Новосибирская область                                                                | 9 : 2                                                                                | финал.                                                                               | за 5-8 места                                                                         |
| Итого:                                                                               | Итого:                                                                               | 6 игр; +4 =0 −2; голы 31 : 21 (+10)                                                  | 6 игр; +4 =0 −2; голы 31 : 21 (+10)                                                  | 6 игр; +4 =0 −2; голы 31 : 21 (+10)                                                  | 6 игр; +4 =0 −2; голы 31 : 21 (+10)                                                  |

На своём первом турнире − IV зимней Спартакиаде − прошедшем с 6 по 17 марта 1978 года в Свердловской области на арене первоуральского Дворца спорта им. 50-летия ВЛКСМ, украинские юниоры на первом этапе заняли второе место в своей 3-й группе, уступив первую строчку юниорам Москвы, и отправив участвовать в играх за 9−16 места команды Казахской ССР и Латвийской ССР. В финальном турнире юниорская сборная УССР уступив команде Куйбышевской области со счётом 1 : 5, одержала затем две победы над однолетками из Омской и Новосибирской областей. Набрав наравне с куйбышевскими и омскими ребятами по 4 очка, украинские юниоры уступили обеим соперникам по разнице забитых шайб. Таким образом, украинцы заняли итоговое 7-е место. Из 6-ти проведённых игр команда 4 выиграла, 2 проиграла. Общая разница забитых и пропущенных шайб — 31 : 21 (+10).
На следующем турнире украинская команда особых лавров не снискала, заняв 10-е место. В проходившем в рамках этой же Спартакиады турнире юношеских (до 16-ти лет) команд сборная Украинской ССР заняла 7-е место. На спартакиаде 1986 года выступила наиболее успешно, заняв 1-е место на предварительном этапе, и итоговое 4-е место. От пьедестала команду отделило всего 1 очко, а поражение в конце турнира от белорусской команды со счётом 4 : 5 стоило украинцам золотых медалей. На последней — VII зимней Спартакиаде честь Украинской ССР защищала уже молодёжная команда, возраст игроков которой не превышал 20-ти лет.
На международной арене до 1991 года украинцы выступали в составе юниорской и молодёжной сборных команд СССР.

### Независимая Украина
| Состав юниорской сборной Украины в чемпионате Украины по хоккею с шайбой 1993 года | Состав юниорской сборной Украины в чемпионате Украины по хоккею с шайбой 1993 года | Состав юниорской сборной Украины в чемпионате Украины по хоккею с шайбой 1993 года | Состав юниорской сборной Украины в чемпионате Украины по хоккею с шайбой 1993 года | Состав юниорской сборной Украины в чемпионате Украины по хоккею с шайбой 1993 года | Состав юниорской сборной Украины в чемпионате Украины по хоккею с шайбой 1993 года | Состав юниорской сборной Украины в чемпионате Украины по хоккею с шайбой 1993 года | Состав юниорской сборной Украины в чемпионате Украины по хоккею с шайбой 1993 года | Состав юниорской сборной Украины в чемпионате Украины по хоккею с шайбой 1993 года |
| П                                                                                  | Игрок                                                                              | Г.р.                                                                               | И                                                                                  | Г                                                                                  | П                                                                                  | О                                                                                  | Ш                                                                                  |                                                                                    |
| ---------------------------------------------------------------------------------- | ---------------------------------------------------------------------------------- | ---------------------------------------------------------------------------------- | ---------------------------------------------------------------------------------- | ---------------------------------------------------------------------------------- | ---------------------------------------------------------------------------------- | ---------------------------------------------------------------------------------- | ---------------------------------------------------------------------------------- | ---------------------------------------------------------------------------------- |
| З                                                                                  | Алексей Бернацкий                                                                  | 19.04.1975                                                                         |                                                                                    | 1                                                                                  | 0                                                                                  | 1                                                                                  |                                                                                    |                                                                                    |
| Н                                                                                  | Александр Говорун                                                                  | 04.03.1975                                                                         |                                                                                    | 0                                                                                  | 1                                                                                  | 1                                                                                  |                                                                                    |                                                                                    |
| Н                                                                                  | Роман Егоров                                                                       | 25.02.1975                                                                         |                                                                                    | 0                                                                                  | 1                                                                                  | 1                                                                                  |                                                                                    |                                                                                    |
| Н                                                                                  | Сергей Карнаух                                                                     | 25.08.1975                                                                         |                                                                                    | 0                                                                                  | 1                                                                                  | 1                                                                                  |                                                                                    |                                                                                    |
| Н                                                                                  | Сергей Кирпач                                                                      | 07.07.1975                                                                         |                                                                                    | 1                                                                                  | 0                                                                                  | 1                                                                                  |                                                                                    |                                                                                    |
| З                                                                                  | Сергей Климентьев                                                                  | 05.04.1975                                                                         |                                                                                    | 1                                                                                  | 2                                                                                  | 3                                                                                  |                                                                                    |                                                                                    |
| Н                                                                                  | Андрей Кузьминский                                                                 | 07.12.1975                                                                         |                                                                                    | 3                                                                                  | 1                                                                                  | 4                                                                                  |                                                                                    |                                                                                    |
| Н                                                                                  | Андрей Курилко                                                                     | 29.04.1975                                                                         |                                                                                    | 2                                                                                  | 0                                                                                  | 2                                                                                  |                                                                                    |                                                                                    |
| Н                                                                                  | Дмитрий Марковский                                                                 | 05.07.1975                                                                         |                                                                                    | 0                                                                                  | 1                                                                                  | 1                                                                                  |                                                                                    |                                                                                    |
| Н                                                                                  | Александр Матвийчук                                                                | 13.05.1975                                                                         |                                                                                    | 2                                                                                  | 2                                                                                  | 4                                                                                  |                                                                                    |                                                                                    |
| Н                                                                                  | Виктор Реута                                                                       | 06.06.1975                                                                         |                                                                                    | 1                                                                                  | 3                                                                                  | 4                                                                                  |                                                                                    |                                                                                    |
| Н                                                                                  | Евгений Рог                                                                        | 02.05.1975                                                                         |                                                                                    | 3                                                                                  | 0                                                                                  | 3                                                                                  |                                                                                    |                                                                                    |
| Н                                                                                  | Сергей Чубенко                                                                     | 04.03.1976                                                                         |                                                                                    | 2                                                                                  | 0                                                                                  | 2                                                                                  |                                                                                    |                                                                                    |
| Н                                                                                  | Борис Чурсин                                                                       | 14.05.1975                                                                         |                                                                                    | 4                                                                                  | 0                                                                                  | 4                                                                                  |                                                                                    |                                                                                    |

Первым турниром, в котором приняла участие украинская команда, ведомая тренером Анатолием Николаевым стал юниорский чемпионат Европы 1993 года. 22 марта 1993 года, в первой же игре с командой Болгарии украинцы одержали победу с рекордным по сей день счётом — 29 : 1.
Учитывая результат выступления юниорской сборной Украины на первом в её истории международном турнире, на заседании исполкома Федерации хоккея Украины было принято решение с целью повышения мастерства хоккеистов заявить команду юниоров 1975 года рождения в национальный чемпионат. Таким образом, в первом национальном чемпионате приняла участие юниорская сборная команда Украины (U-18). 5 апреля 1993 года команда приняла участие в первом матче национальных чемпионатов. Юниоры со счётом 7 : 5 переиграли команду Киевского политехнического института. Автором первой шайбы команды в национальном чемпионате стал Алексей Бернацкий.

## Выступления

### Чемпионаты Европы
Сборная Украины дебютировала на чемпионатах Европы в 1993 году. Однако, ни рекордная по результативности победа над сборной Болгарии со счётом 29 : 1, ни сверхвысокая результативность (56 закинутых шайб в 4-х играх) не помогла сборной Украины в дебютный год повыситься в классе. Проиграв ключевую игру первого этапа однолеткам из Словакии со счётом 2 : 5, украинские юниоры ещё на год остались в группе C чемпионатов Европы. Лучшим игроком сборной был признан Сергей Карнаух. Дмитрий Марковский, закинувший в 4-х играх 13 шайб, c 13 очками стал лучшим бомбардиром и снайпером турнира. Также в играх за сборную отличились: Виктор Реута (4 игры, 5 шайб + 3 передачи = 8 очков), Борис Чурсин (4, 6+1=7), Александр Матвийчук (4, 0+7=7), Александр Говорун (4, 6+0=6), Евгений Рог (4, 2+3=5), Сергей Харченко (4, 2+3=5). Ворота сборной на турнире защищали Игорь Карпенко (3 игры, 149:39 мин., −9 шайб) и Сергей Клашардин (3 игры, 90:21 мин., −2 шайбы).
| Юниорская сборная Украины по хоккею с шайбой на чемпионатах Европы | Юниорская сборная Украины по хоккею с шайбой на чемпионатах Европы | Юниорская сборная Украины по хоккею с шайбой на чемпионатах Европы | Юниорская сборная Украины по хоккею с шайбой на чемпионатах Европы | Юниорская сборная Украины по хоккею с шайбой на чемпионатах Европы | Юниорская сборная Украины по хоккею с шайбой на чемпионатах Европы | Юниорская сборная Украины по хоккею с шайбой на чемпионатах Европы | Юниорская сборная Украины по хоккею с шайбой на чемпионатах Европы | Юниорская сборная Украины по хоккею с шайбой на чемпионатах Европы | Юниорская сборная Украины по хоккею с шайбой на чемпионатах Европы | Юниорская сборная Украины по хоккею с шайбой на чемпионатах Европы | Юниорская сборная Украины по хоккею с шайбой на чемпионатах Европы | Юниорская сборная Украины по хоккею с шайбой на чемпионатах Европы | Юниорская сборная Украины по хоккею с шайбой на чемпионатах Европы | Юниорская сборная Украины по хоккею с шайбой на чемпионатах Европы | Юниорская сборная Украины по хоккею с шайбой на чемпионатах Европы | Юниорская сборная Украины по хоккею с шайбой на чемпионатах Европы |
| №                                                                  | Год                                                                | Место                                                              | Дивизион                                                           | Место                                                              | Локация                                                            | Дата                                                               | И                                                                  | В                                                                  | ВО                                                                 | Н                                                                  | ПО                                                                 | П                                                                  | ГЗ                                                                 | ГП                                                                 | ГР                                                                 | Прим.                                                              |
| ------------------------------------------------------------------ | ------------------------------------------------------------------ | ------------------------------------------------------------------ | ------------------------------------------------------------------ | ------------------------------------------------------------------ | ------------------------------------------------------------------ | ------------------------------------------------------------------ | ------------------------------------------------------------------ | ------------------------------------------------------------------ | ------------------------------------------------------------------ | ------------------------------------------------------------------ | ------------------------------------------------------------------ | ------------------------------------------------------------------ | ------------------------------------------------------------------ | ------------------------------------------------------------------ | ------------------------------------------------------------------ | ------------------------------------------------------------------ |
| 1                                                                  | 1993                                                               | 20-е                                                               | Группа C                                                           | 4-е                                                                | Латвия: · Рига                                                     | 22.03 − 28.03                                                      | 4                                                                  | 3                                                                  | —                                                                  | 0                                                                  | —                                                                  | 1                                                                  | 56                                                                 | 11                                                                 | +45                                                                | (гр.2)                                                             |
| 2                                                                  | 1994                                                               | 20-е                                                               | Группа C                                                           | 4-е                                                                | Словения: · Блед                                                   | 18.03 − 27.03                                                      | 6                                                                  | 3                                                                  | —                                                                  | 0                                                                  | —                                                                  | 3                                                                  | 67                                                                 | 16                                                                 | +51                                                                | (гр.1)                                                             |
| 3                                                                  | 1995                                                               | 18-е                                                               | Группа C1                                                          | 1-е                                                                | Украина: · Киев                                                    | 24.03 − 30.03                                                      | 5                                                                  | 4                                                                  | —                                                                  | 0                                                                  | —                                                                  | 1                                                                  | 51                                                                 | 12                                                                 | +39                                                                |                                                                    |
| 4                                                                  | 1996                                                               | 9-е                                                                | Группа B                                                           | 1-е                                                                | Польша: · Тыхы, Сосновец                                           | 23.03 − 29.03                                                      | 5                                                                  | 5                                                                  | —                                                                  | 0                                                                  | —                                                                  | 0                                                                  | 26                                                                 | 12                                                                 | +14                                                                | (гр.1)                                                             |
| 5                                                                  | 1997                                                               | 7-е                                                                | Группа A                                                           | 7-е                                                                | Чехия: · Зноймо, Тршебич                                           | 14.04 − 22.04                                                      | 6                                                                  | 2                                                                  | 1                                                                  | 0                                                                  | —                                                                  | 3                                                                  | 13                                                                 | 25                                                                 | −12                                                                | (гр.1)                                                             |
| 6                                                                  | 1998                                                               | 8-е                                                                | Группа A                                                           | 8-е                                                                | Швеция: · Мура, Малунг                                             | 11.04 − 19.04                                                      | 6                                                                  | 1                                                                  | —                                                                  | 0                                                                  | —                                                                  | 5                                                                  | 10                                                                 | 33                                                                 | −23                                                                | (гр. B)                                                            |
| Итого:                                                             | Итого:                                                             | Итого:                                                             |                                                                    |                                                                    |                                                                    |                                                                    | 32                                                                 | 19 (1 ОТ)                                                          | 19 (1 ОТ)                                                          | 0                                                                  | 13                                                                 | 13                                                                 | 226                                                                | 109                                                                | +117                                                               |                                                                    |
| в том числе:                                                       | в том числе:                                                       | в том числе:                                                       | Группа A                                                           | Группа A                                                           | Группа A                                                           | Группа A                                                           | 12                                                                 | 4 (1 ОТ)                                                           | 4 (1 ОТ)                                                           | 0                                                                  | 8                                                                  | 8                                                                  | 26                                                                 | 58                                                                 | −32                                                                |                                                                    |

### Чемпионаты мира
| Юниорская сборная Украины по хоккею с шайбой на чемпионатах мира | Юниорская сборная Украины по хоккею с шайбой на чемпионатах мира | Юниорская сборная Украины по хоккею с шайбой на чемпионатах мира | Юниорская сборная Украины по хоккею с шайбой на чемпионатах мира | Юниорская сборная Украины по хоккею с шайбой на чемпионатах мира | Юниорская сборная Украины по хоккею с шайбой на чемпионатах мира | Юниорская сборная Украины по хоккею с шайбой на чемпионатах мира | Юниорская сборная Украины по хоккею с шайбой на чемпионатах мира | Юниорская сборная Украины по хоккею с шайбой на чемпионатах мира | Юниорская сборная Украины по хоккею с шайбой на чемпионатах мира | Юниорская сборная Украины по хоккею с шайбой на чемпионатах мира | Юниорская сборная Украины по хоккею с шайбой на чемпионатах мира | Юниорская сборная Украины по хоккею с шайбой на чемпионатах мира | Юниорская сборная Украины по хоккею с шайбой на чемпионатах мира | Юниорская сборная Украины по хоккею с шайбой на чемпионатах мира | Юниорская сборная Украины по хоккею с шайбой на чемпионатах мира | Юниорская сборная Украины по хоккею с шайбой на чемпионатах мира |
| №                                                                | Год                                                              | Место                                                            | Дивизион                                                         | Место                                                            | Локация                                                          | Дата                                                             | И                                                                | В                                                                | ВО                                                               | Н                                                                | ПО                                                               | П                                                                | ГЗ                                                               | ГП                                                               | ГР                                                               | Прим.                                                            |
| ---------------------------------------------------------------- | ---------------------------------------------------------------- | ---------------------------------------------------------------- | ---------------------------------------------------------------- | ---------------------------------------------------------------- | ---------------------------------------------------------------- | ---------------------------------------------------------------- | ---------------------------------------------------------------- | ---------------------------------------------------------------- | ---------------------------------------------------------------- | ---------------------------------------------------------------- | ---------------------------------------------------------------- | ---------------------------------------------------------------- | ---------------------------------------------------------------- | ---------------------------------------------------------------- | ---------------------------------------------------------------- | ---------------------------------------------------------------- |
| 1                                                                | 1999                                                             | 8-е                                                              | Группа A                                                         | 8-е                                                              | Германия: · Фюссен, Кауфбойрен                                   | 08.04 − 18.04                                                    | 6                                                                | 2                                                                | —                                                                | 0                                                                | —                                                                | 4                                                                | 11                                                               | 26                                                               | −15                                                              | (гр. A)                                                          |
| 2                                                                | 2000                                                             | 9-е                                                              | Группа A                                                         | 9-е                                                              | Швейцария: · Клотен, Вайнфельден                                 | 14.04 − 24.04                                                    | 6                                                                | 1                                                                | —                                                                | 1                                                                | —                                                                | 4                                                                | 14                                                               | 33                                                               | −19                                                              | (гр. A)                                                          |
| 3                                                                | 2001                                                             | 10-е                                                             | ТОП-Дивизион                                                     | 10-е                                                             | Финляндия: · Хельсинки, Лахти, Хейнола                           | 12.04 − 22.04                                                    | 6                                                                | 0                                                                | —                                                                | 0                                                                | —                                                                | 6                                                                | 9                                                                | 48                                                               | −39                                                              | (гр. A)                                                          |
| 4                                                                | 2002                                                             | 12-е                                                             | ТОП-Дивизион                                                     | 12-е                                                             | Словакия: · Трнава, Пьештяни                                     | 12.04 − 22.04                                                    | 8                                                                | 1                                                                | —                                                                | 0                                                                | —                                                                | 7                                                                | 10                                                               | 46                                                               | −36                                                              | (гр. B)                                                          |
| 5                                                                | 2003                                                             | 21-е                                                             | Дивизион I                                                       | 6-е                                                              | Франция: · Бриансон                                              | 22.03 − 28.03                                                    | 5                                                                | 1                                                                | —                                                                | 0                                                                | —                                                                | 4                                                                | 16                                                               | 24                                                               | −8                                                               | (гр. B)                                                          |
| 6                                                                | 2004                                                             | 23-е                                                             | Дивизион II                                                      | 1-е                                                              | Венгрия: · Дебрецен                                              | 28.03 − 03.04                                                    | 5                                                                | 5                                                                | —                                                                | 0                                                                | —                                                                | 0                                                                | 62                                                               | 7                                                                | +55                                                              | (гр. A)                                                          |
| 7                                                                | 2005                                                             | 16-е                                                             | Дивизион I                                                       | 3-е                                                              | Польша: · Сосновец                                               | 02.04 − 07.04                                                    | 5                                                                | 3                                                                | —                                                                | 0                                                                | —                                                                | 2                                                                | 16                                                               | 12                                                               | +4                                                               | (гр. B)                                                          |
| 8                                                                | 2006                                                             | 20-е                                                             | Дивизион I                                                       | 5-е                                                              | Латвия: · Рига                                                   | 02.04 − 08.04                                                    | 5                                                                | 1                                                                | —                                                                | 0                                                                | —                                                                | 4                                                                | 7                                                                | 31                                                               | −24                                                              | (гр. B)                                                          |
| 9                                                                | 2007                                                             | 19-е                                                             | Дивизион I                                                       | 5-е                                                              | Польша: · Санок                                                  | 04.04 − 10.04                                                    | 5                                                                | 1                                                                | 1                                                                | —                                                                | 0                                                                | 3                                                                | 15                                                               | 17                                                               | −2                                                               | (гр. B)                                                          |
| 10                                                               | 2008                                                             | 19-е                                                             | Дивизион I                                                       | 5-е                                                              | Польша: · Торунь                                                 | 02.04 − 08.04                                                    | 5                                                                | 2                                                                | 0                                                                | —                                                                | 0                                                                | 3                                                                | 8                                                                | 12                                                               | −4                                                               | (гр. A)                                                          |
| 11                                                               | 2009                                                             | 22-е                                                             | Дивизион I                                                       | 6-е                                                              | Беларусь: · Минск                                                | 06.04 − 12.04                                                    | 5                                                                | 0                                                                | 0                                                                | —                                                                | 0                                                                | 5                                                                | 7                                                                | 29                                                               | −22                                                              | (гр. A)                                                          |
| 12                                                               | 2010                                                             | 25-е                                                             | Дивизион II                                                      | 2-е                                                              | Украина: · Киев                                                  | 22.03 − 28.03                                                    | 5                                                                | 4                                                                | 0                                                                | —                                                                | 0                                                                | 1                                                                | 26                                                               | 3                                                                | +23                                                              | (гр. B)                                                          |
| 13                                                               | 2011                                                             | 24-е                                                             | Дивизион II                                                      | 1-е                                                              | Украина: · Донецк                                                | 27.03 − 02.04                                                    | 5                                                                | 5                                                                | 0                                                                | —                                                                | 0                                                                | 0                                                                | 51                                                               | 7                                                                | +44                                                              | (гр. B)                                                          |
| 14                                                               | 2012                                                             | 20-е                                                             | Дивизион IB                                                      | 4-е                                                              | Венгрия: · Секешфехервар                                         | 11.04 − 17.04                                                    | 5                                                                | 1                                                                | 1                                                                | —                                                                | 1                                                                | 2                                                                | 20                                                               | 26                                                               | −6                                                               |                                                                  |
| 15                                                               | 2013                                                             | 21-е                                                             | Дивизион IB                                                      | 5-е                                                              | Польша: · Тыхы                                                   | 14.04 − 20.04                                                    | 5                                                                | 1                                                                | 0                                                                | —                                                                | 0                                                                | 4                                                                | 17                                                               | 24                                                               | −7                                                               |                                                                  |
| 16                                                               | 2014                                                             | 21-е                                                             | Дивизион IB                                                      | 5-е                                                              | Венгрия: · Секешфехервар                                         | 13.04 − 19.04                                                    | 5                                                                | 1                                                                | 0                                                                | —                                                                | 0                                                                | 4                                                                | 15                                                               | 16                                                               | −1                                                               |                                                                  |
| 17                                                               | 2015                                                             | 20-е                                                             | Дивизион IB                                                      | 4-е                                                              | Словения: · Марибор                                              | 12.04 − 18.04                                                    | 5                                                                | 2                                                                | 0                                                                | —                                                                | 0                                                                | 3                                                                | 13                                                               | 14                                                               | −1                                                               |                                                                  |
| 18                                                               | 2016                                                             | 19-е                                                             | Дивизион IB                                                      | 3-е                                                              | Италия: · Асьяго                                                 | 18.04 − 24.04                                                    | 5                                                                | 3                                                                | 0                                                                | —                                                                | 0                                                                | 2                                                                | 17                                                               | 15                                                               | +2                                                               |                                                                  |
| 19                                                               | 2017                                                             | 21-е                                                             | Дивизион IB                                                      | 5-е                                                              | Словения: · Блед                                                 | 15.04 − 21.04                                                    | 5                                                                | 1                                                                | 1                                                                | —                                                                | 1                                                                | 2                                                                | 15                                                               | 15                                                               | 0                                                                |                                                                  |
| 20                                                               | 2018                                                             | 17-е                                                             | Дивизион IB                                                      | 1-е                                                              | Украина: · Киев                                                  | 14.04 − 20.04                                                    | 5                                                                | 4                                                                | 0                                                                | —                                                                | 0                                                                | 1                                                                | 18                                                               | 8                                                                | +10                                                              |                                                                  |
| 21                                                               | 2019                                                             | 16-е                                                             | Дивизион IA                                                      | 6-е                                                              | Франция: · Гренобль                                              | 14.04 − 20.04                                                    | 5                                                                | 0                                                                | 0                                                                | —                                                                | 1                                                                | 4                                                                | 7                                                                | 30                                                               | −23                                                              |                                                                  |
| 22                                                               | 2020                                                             | —                                                                | Дивизион IB                                                      | —                                                                | Италия: Асиаго                                                   | 12.04 − 18.04                                                    | Турнир перенесён на 2021 год из-за пандемии COVID-19             | Турнир перенесён на 2021 год из-за пандемии COVID-19             | Турнир перенесён на 2021 год из-за пандемии COVID-19             | Турнир перенесён на 2021 год из-за пандемии COVID-19             | Турнир перенесён на 2021 год из-за пандемии COVID-19             | Турнир перенесён на 2021 год из-за пандемии COVID-19             | Турнир перенесён на 2021 год из-за пандемии COVID-19             | Турнир перенесён на 2021 год из-за пандемии COVID-19             | Турнир перенесён на 2021 год из-за пандемии COVID-19             | Турнир перенесён на 2021 год из-за пандемии COVID-19             |
| 23                                                               | 2021                                                             | —                                                                | Дивизион IB                                                      | —                                                                | Италия: Асиаго                                                   | 18.04 − 25.04                                                    | Турнир отменён из-за пандемии COVID-19                           | Турнир отменён из-за пандемии COVID-19                           | Турнир отменён из-за пандемии COVID-19                           | Турнир отменён из-за пандемии COVID-19                           | Турнир отменён из-за пандемии COVID-19                           | Турнир отменён из-за пандемии COVID-19                           | Турнир отменён из-за пандемии COVID-19                           | Турнир отменён из-за пандемии COVID-19                           | Турнир отменён из-за пандемии COVID-19                           | Турнир отменён из-за пандемии COVID-19                           |
| Итого:                                                           | Итого:                                                           | Итого:                                                           |                                                                  |                                                                  |                                                                  |                                                                  | 111                                                              | 42 (1 ОТ, 2 Б)                                                   | 42 (1 ОТ, 2 Б)                                                   | 1                                                                | 68 (3 ОТ, 0 Б)                                                   | 68 (3 ОТ, 0 Б)                                                   | 374                                                              | 443                                                              | −69                                                              |                                                                  |
| в том числе:                                                     | в том числе:                                                     | в том числе:                                                     | ТОП-Дивизион (Группа A)                                          | ТОП-Дивизион (Группа A)                                          | ТОП-Дивизион (Группа A)                                          | ТОП-Дивизион (Группа A)                                          | 26                                                               | 4                                                                | 4                                                                | 1                                                                | 21                                                               | 21                                                               | 44                                                               | 153                                                              | −109                                                             |                                                                  |

### Ближайшие и последние игры

#### Матчи сезона 2019/2020
| Матчи юниорской сборной Украины по хоккею с шайбой сезона 2019/2020 | Матчи юниорской сборной Украины по хоккею с шайбой сезона 2019/2020 | Матчи юниорской сборной Украины по хоккею с шайбой сезона 2019/2020 | Матчи юниорской сборной Украины по хоккею с шайбой сезона 2019/2020 | Матчи юниорской сборной Украины по хоккею с шайбой сезона 2019/2020 | Матчи юниорской сборной Украины по хоккею с шайбой сезона 2019/2020 | Матчи юниорской сборной Украины по хоккею с шайбой сезона 2019/2020 | Матчи юниорской сборной Украины по хоккею с шайбой сезона 2019/2020 | Матчи юниорской сборной Украины по хоккею с шайбой сезона 2019/2020 | Матчи юниорской сборной Украины по хоккею с шайбой сезона 2019/2020 |
| N                                                                   | №                                                                   | Дата                                                                | Соперник                                                            | Счёт                                                                | ОТ/Б                                                                | Дом./ Гост.                                                         | Место                                                               | Турнир                                                              | Прим.                                                               |
| ------------------------------------------------------------------- | ------------------------------------------------------------------- | ------------------------------------------------------------------- | ------------------------------------------------------------------- | ------------------------------------------------------------------- | ------------------------------------------------------------------- | ------------------------------------------------------------------- | ------------------------------------------------------------------- | ------------------------------------------------------------------- | ------------------------------------------------------------------- |
| 1                                                                   |                                                                     | 12.12.2019                                                          | Франция                                                             | 06 : 4                                                              |                                                                     | г.                                                                  | Франция, Сержи, «Patinoire de Cergy-Pontoise»                       | Товарищеский матч                                                   |                                                                     |
| 2                                                                   |                                                                     | 13.12.2019                                                          | Франция                                                             | 04 : 5                                                              | ОТ                                                                  | г.                                                                  | Франция, Сержи, «Patinoire de Cergy-Pontoise»                       | Товарищеский матч                                                   |                                                                     |
| 3                                                                   |                                                                     | 14.12.2019                                                          | Франция                                                             | 02 : 6                                                              |                                                                     | г.                                                                  | Франция, Сержи, «Patinoire de Cergy-Pontoise»                       | Товарищеский матч                                                   |                                                                     |
| 4                                                                   |                                                                     | 06.02.2020                                                          | Венгрия-U17                                                         | 11 : 6                                                              |                                                                     | г.                                                                  | Венгрия, Дьёр, «Győri Mûjégpálya»                                   | Юниорский Кубок 4-х наций                                           |                                                                     |
| 5                                                                   |                                                                     | 07.02.2020                                                          | Япония-U17                                                          | 06 : 3                                                              |                                                                     | н.                                                                  | Венгрия, Дьёр, «Győri Mûjégpálya»                                   | Юниорский Кубок 4-х наций                                           |                                                                     |
| 6                                                                   |                                                                     | 08.02.2020                                                          | Польша-U17                                                          | 07 : 2                                                              |                                                                     | н.                                                                  | Венгрия, Дьёр, «Győri Mûjégpálya»                                   | Юниорский Кубок 4-х наций                                           |                                                                     |
| 7                                                                   | 144                                                                 | 12.04.2020                                                          | Польша                                                              |                                                                     |                                                                     | н.                                                                  | Италия, Асиаго, «Pala Hodegart»                                     | Чемпионата мира. Дивизион I. Группа B                               | Матчи турнира перенесены на 2021 год из-за пандемии COVID-19        |
| 8                                                                   | 145                                                                 | 13.04.2020                                                          | Италия                                                              |                                                                     |                                                                     | г.                                                                  | Италия, Асиаго, «Pala Hodegart»                                     | Чемпионата мира. Дивизион I. Группа B                               | Матчи турнира перенесены на 2021 год из-за пандемии COVID-19        |
| 9                                                                   | 146                                                                 | 15.04.2020                                                          | Словения                                                            |                                                                     |                                                                     | н.                                                                  | Италия, Асиаго, «Pala Hodegart»                                     | Чемпионата мира. Дивизион I. Группа B                               | Матчи турнира перенесены на 2021 год из-за пандемии COVID-19        |
| 10                                                                  | 147                                                                 | 16.04.2020                                                          | Венгрия                                                             |                                                                     |                                                                     | н.                                                                  | Италия, Асиаго, «Pala Hodegart»                                     | Чемпионата мира. Дивизион I. Группа B                               | Матчи турнира перенесены на 2021 год из-за пандемии COVID-19        |
| 11                                                                  | 148                                                                 | 18.04.2020                                                          | Австрия                                                             |                                                                     |                                                                     | н.                                                                  | Италия, Асиаго, «Pala Hodegart»                                     | Чемпионата мира. Дивизион I. Группа B                               | Матчи турнира перенесены на 2021 год из-за пандемии COVID-19        |
| Итого:                                                              | Итого:                                                              | Итого:                                                              | Итого:                                                              | 6 игр; +4 =0 −2; голы 36 : 26 (+10)                                 | 6 игр; +4 =0 −2; голы 36 : 26 (+10)                                 | 6 игр; +4 =0 −2; голы 36 : 26 (+10)                                 | 6 игр; +4 =0 −2; голы 36 : 26 (+10)                                 | 6 игр; +4 =0 −2; голы 36 : 26 (+10)                                 | 6 игр; +4 =0 −2; голы 36 : 26 (+10)                                 |

#### Матчи сезона 2020/2021
В сезоне 2020/2021 Министерством молодёжи и спорта Украины едиными календарными планами физкультурно-оздоровительных и спортивных мероприятий Украины на 2020 и 2021 года было предусмотрено участие сборной команды в составе 22 игроков и 6 тренеров в двух международных турнирах юниорских команд:
- с 16 декабря по 20 декабря 2020 года в Венгрии
- с 11 февраля по 15 февраля 2021 года в Польше

Также игроки и тренеры юниорской сборной Украины в составе 28 игроков и 6 тренеров должны были принять участие в следующих учебно-тренировочных сборах по специальной подготовке в рамках подготовки к чемпионату мира 2021 года:
- с 1 ноября по 5 ноября 2020 года
- с 12 декабря по 16 декабря 2020 года
- с 6 февраля по 11 февраля 2021 года
- с 29 марта по 1 апреля 2021 года
- с 8 апреля по 17 апреля 2021 года

В связи с пандемией COVID-19 были отменены учебно-тренировочные сборы, а также участие юниорской сборной Украины в международных турнирах, включая юниорский чемпионат мира 2021 года.
В связи с окончанием регулярных соревнований и смягчение карантинных ограничений вызванных пандемией COVID-19 новым тренерским штабом юниорской сборной Украины было принято решение о проведении учебно-тренировочного сбора с целью просмотра и определения кандидатов в команду. Сбор был проведён на льду арены ТРЦ «Терминал» (Бровары, Киевская область) в два этапа. На первом этапе приняли участие игроки национальных турниров, которые собрались на сборе 5 апреля. Вечером, 7 апреля, предстоял выезд в Освенцим (Польша) на две товарищеские игры с командой Польши. Однако, из-за существенного ухудшения эпидемоилогической ситуации как в Польше, так и на территории Украины игры были отменены. В этой связи сбор был продлён до 10 мая. Второй этап прошёл с 17 по 22 мая. На этом этапе в сборах, кроме игроков внутреннего чемпионата, также приняли участие легионеры. Тренеры сборной за оба этапа тренировочного сбора планировали просмотрели более 50 игроков.
| Матчи юниорской сборной Украины по хоккею с шайбой сезона 2020/2021 | Матчи юниорской сборной Украины по хоккею с шайбой сезона 2020/2021 | Матчи юниорской сборной Украины по хоккею с шайбой сезона 2020/2021 | Матчи юниорской сборной Украины по хоккею с шайбой сезона 2020/2021 | Матчи юниорской сборной Украины по хоккею с шайбой сезона 2020/2021 | Матчи юниорской сборной Украины по хоккею с шайбой сезона 2020/2021 | Матчи юниорской сборной Украины по хоккею с шайбой сезона 2020/2021 | Матчи юниорской сборной Украины по хоккею с шайбой сезона 2020/2021 | Матчи юниорской сборной Украины по хоккею с шайбой сезона 2020/2021 | Матчи юниорской сборной Украины по хоккею с шайбой сезона 2020/2021 |
| N                                                                   | №                                                                   | Дата                                                                | Соперник                                                            | Счёт                                                                | ОТ/Б                                                                | Дом./ Гост.                                                         | Место                                                               | Турнир                                                              | Прим.                                                               |
| ------------------------------------------------------------------- | ------------------------------------------------------------------- | ------------------------------------------------------------------- | ------------------------------------------------------------------- | ------------------------------------------------------------------- | ------------------------------------------------------------------- | ------------------------------------------------------------------- | ------------------------------------------------------------------- | ------------------------------------------------------------------- | ------------------------------------------------------------------- |
| 1                                                                   |                                                                     | апрель 2021                                                         | Польша                                                              |                                                                     |                                                                     | г.                                                                  | Польша, Освенцим                                                    | Товарищеская игра                                                   | Игры отменены из-за пандемии COVID-19                               |
| 2                                                                   |                                                                     | апрель 2021                                                         | Польша                                                              |                                                                     |                                                                     | г.                                                                  | Польша, Освенцим                                                    | Товарищеская игра                                                   | Игры отменены из-за пандемии COVID-19                               |
| 3                                                                   | 144                                                                 | 18.04 − 25.04.2021                                                  | Австрия Венгрия Италия Словения Польша                              |                                                                     |                                                                     |                                                                     | Италия, Асиаго, «Pala Hodegart»                                     | Чемпионата мира. Дивизион I. Группа B                               | Турнир отменён из-за пандемии COVID-19                              |
| 4                                                                   | 145                                                                 | 18.04 − 25.04.2021                                                  | Австрия Венгрия Италия Словения Польша                              |                                                                     |                                                                     |                                                                     | Италия, Асиаго, «Pala Hodegart»                                     | Чемпионата мира. Дивизион I. Группа B                               | Турнир отменён из-за пандемии COVID-19                              |
| 5                                                                   | 146                                                                 | 18.04 − 25.04.2021                                                  | Австрия Венгрия Италия Словения Польша                              |                                                                     |                                                                     |                                                                     | Италия, Асиаго, «Pala Hodegart»                                     | Чемпионата мира. Дивизион I. Группа B                               | Турнир отменён из-за пандемии COVID-19                              |
| 6                                                                   | 147                                                                 | 18.04 − 25.04.2021                                                  | Австрия Венгрия Италия Словения Польша                              |                                                                     |                                                                     |                                                                     | Италия, Асиаго, «Pala Hodegart»                                     | Чемпионата мира. Дивизион I. Группа B                               | Турнир отменён из-за пандемии COVID-19                              |
| 7                                                                   | 148                                                                 | 18.04 − 25.04.2021                                                  | Австрия Венгрия Италия Словения Польша                              |                                                                     |                                                                     |                                                                     | Италия, Асиаго, «Pala Hodegart»                                     | Чемпионата мира. Дивизион I. Группа B                               | Турнир отменён из-за пандемии COVID-19                              |
| Итого:                                                              | Итого:                                                              | Итого:                                                              | Итого:                                                              | 0 игр; +0 =0 −0; голы 0 : 0 (−0)                                    | 0 игр; +0 =0 −0; голы 0 : 0 (−0)                                    | 0 игр; +0 =0 −0; голы 0 : 0 (−0)                                    | 0 игр; +0 =0 −0; голы 0 : 0 (−0)                                    | 0 игр; +0 =0 −0; голы 0 : 0 (−0)                                    | 0 игр; +0 =0 −0; голы 0 : 0 (−0)                                    |

## Состав
Состав юниорской сборной Украины по хоккею с шайбой на чемпионат мира 2019 (I дивизион, группа A) в Гренобле с 14 по 20 апреля 2019 года
| Состав юниорской сборной Украины по хоккею с шайбой на чемпионат мира 2019 | Состав юниорской сборной Украины по хоккею с шайбой на чемпионат мира 2019 | Состав юниорской сборной Украины по хоккею с шайбой на чемпионат мира 2019 | Состав юниорской сборной Украины по хоккею с шайбой на чемпионат мира 2019 | Состав юниорской сборной Украины по хоккею с шайбой на чемпионат мира 2019 | Состав юниорской сборной Украины по хоккею с шайбой на чемпионат мира 2019 | Состав юниорской сборной Украины по хоккею с шайбой на чемпионат мира 2019 | Состав юниорской сборной Украины по хоккею с шайбой на чемпионат мира 2019 | Состав юниорской сборной Украины по хоккею с шайбой на чемпионат мира 2019 | Состав юниорской сборной Украины по хоккею с шайбой на чемпионат мира 2019 | Состав юниорской сборной Украины по хоккею с шайбой на чемпионат мира 2019 |
| №                                                                          | П                                                                          | Имя                                                                        | Дата рождения                                                              | Х                                                                          | Рост, см                                                                   | Вес, кг                                                                    | И                                                                          | Г                                                                          | О                                                                          | Клуб                                                                       |
| -------------------------------------------------------------------------- | -------------------------------------------------------------------------- | -------------------------------------------------------------------------- | -------------------------------------------------------------------------- | -------------------------------------------------------------------------- | -------------------------------------------------------------------------- | -------------------------------------------------------------------------- | -------------------------------------------------------------------------- | -------------------------------------------------------------------------- | -------------------------------------------------------------------------- | -------------------------------------------------------------------------- |
| 1                                                                          | В                                                                          | Назарий Сушак                                                              | 16.06.2002                                                                 | Л                                                                          | 180                                                                        | 72                                                                         | 4                                                                          | −17                                                                        | 0                                                                          | ДЮСШ «Льдинка» (Киев)                                                      |
| 20                                                                         | В                                                                          | Дмитрий Сердюк                                                             | 27.02.2001                                                                 | Л                                                                          | 180                                                                        | 75                                                                         | 3                                                                          | −13                                                                        | 0                                                                          | ДЮСШ «Кристалл» (Саратов)                                                  |
| 2                                                                          | З                                                                          | Кирилл Будько                                                              | 27.03.2001                                                                 | Л                                                                          | 178                                                                        | 67                                                                         | 5                                                                          | 0                                                                          | 0                                                                          | ХК «Днепр» (Херсон)                                                        |
| 23                                                                         | З                                                                          | Андрей Евтухов                                                             | 14.01.2003                                                                 | Л                                                                          | 176                                                                        | 66                                                                         | 5                                                                          | 0                                                                          | 0                                                                          | «Springfield Pics» (Спрингфилд)                                            |
| 8                                                                          | З                                                                          | Никита Кругляков                                                           | 09.11.2001                                                                 | П                                                                          | 186                                                                        | 77                                                                         | 5                                                                          | 0                                                                          | 0                                                                          | ХК «Днепр» (Херсон)                                                        |
| 24                                                                         | З                                                                          | Денис Матусевич                                                            | 27.10.2001                                                                 | П                                                                          | 191                                                                        | 88                                                                         | 5                                                                          | 1                                                                          | 3                                                                          | ХК «Днепр» (Херсон)                                                        |
| 14                                                                         | З                                                                          | Владимир Остапюк                                                           | 01.02.2002                                                                 | Л                                                                          | 183                                                                        | 77                                                                         | 5                                                                          | 0                                                                          | 0                                                                          | «North York Rangers» (Норт Йорк)                                           |
| 15                                                                         | З                                                                          | Богдан Панков                                                              | 22.03.2001                                                                 | Л                                                                          | 176                                                                        | 68                                                                         | 5                                                                          | 0                                                                          | 0                                                                          | ХК «Днепр» (Херсон)                                                        |
| 4                                                                          | З                                                                          | Евгений Ратушный                                                           | 19.05.2001                                                                 | Л                                                                          | 190                                                                        | 85                                                                         | 5                                                                          | 0                                                                          | 1                                                                          | ХК «Галицкие Львы» (Новояворовск)                                          |
| 3                                                                          | З                                                                          | Иван Сысак                                                                 | 20.01.2001                                                                 | Л                                                                          | 175                                                                        | 70                                                                         | 5                                                                          | 0                                                                          | 0                                                                          | ХК «Галицкие Львы» (Новояворовск)                                          |
| 22                                                                         | Н                                                                          | Евгений Абаджян                                                            | 08.07.2001                                                                 | Л                                                                          | 183                                                                        | 80                                                                         | 5                                                                          | 1                                                                          | 1                                                                          | ХК «Галицкие Львы» (Новояворовск)                                          |
| 10                                                                         | Н                                                                          | Алексей Болотин                                                            | 06.01.2001                                                                 | П                                                                          | 179                                                                        | 70                                                                         | 5                                                                          | 0                                                                          | 2                                                                          | ХК «Днепр» (Херсон)                                                        |
| 12                                                                         | Н                                                                          | Павел Борисов                                                              | 29.10.2001                                                                 | Л                                                                          | 180                                                                        | 75                                                                         | 5                                                                          | 0                                                                          | 0                                                                          | ХК «Днепр» (Херсон)                                                        |
| 17                                                                         | Н                                                                          | Владислав Брага                                                            | 04.09.2001                                                                 | П                                                                          | 179                                                                        | 69                                                                         | 5                                                                          | 0                                                                          | 0                                                                          | ХК «Днепр» (Херсон)                                                        |
| 9                                                                          | Н                                                                          | Даниил Дуюн                                                                | 14.01.2001                                                                 | Л                                                                          | 175                                                                        | 75                                                                         | 5                                                                          | 0                                                                          | 0                                                                          | ХК «Днепр» (Херсон)                                                        |
| 7                                                                          | Н                                                                          | Ярослав Панченко                                                           | 13.09.2001                                                                 | Л                                                                          | 180                                                                        | 80                                                                         | 5                                                                          | 1                                                                          | 1                                                                          | ХК «Белый Барс» (Белая Церковь)                                            |
| 13                                                                         | Н                                                                          | Дмитрий Попережай                                                          | 03.06.2001                                                                 | П                                                                          | 182                                                                        | 76                                                                         | 5                                                                          | 1                                                                          | 1                                                                          | ХК «Галицкие Львы» (Новояворовск)                                          |
| 6                                                                          | Н                                                                          | Станислав Садовиков                                                        | 20.01.2003                                                                 | Л                                                                          | 179                                                                        | 72                                                                         | 5                                                                          | 0                                                                          | 0                                                                          | ХК «Динамо» (Днепр)                                                        |
| 11                                                                         | Н                                                                          | Богдан Середницкий                                                         | 14.09.2001                                                                 | Л                                                                          | 173                                                                        | 63                                                                         | 5                                                                          | 1                                                                          | 3                                                                          | HK «Spišská Nová Ves» (Спишска-Нова-Вес)                                   |
| 16                                                                         | Н                                                                          | Святослав Тимченко                                                         | 06.09.2001                                                                 | Л                                                                          | 191                                                                        | 90                                                                         | 5                                                                          | 2                                                                          | 2                                                                          | ХК «Днепр» (Херсон)                                                        |
| 21                                                                         | Н                                                                          | Артём Целогородцев                                                         | 09.11.2001                                                                 | Л                                                                          | 187                                                                        | 84                                                                         | 4                                                                          | 0                                                                          | 2                                                                          | ХК «Днепр» (Херсон)                                                        |
| 18                                                                         | Н                                                                          | Михаил Чиканцев                                                            | 28.08.2001                                                                 | П                                                                          | 191                                                                        | 80                                                                         | 5                                                                          | 0                                                                          | 0                                                                          | ŠHK «Púchov» (Пухов)                                                       |

Список игроков юниорской сборной Украины по хоккею с шайбой, принявших участие в учебно-тренировочном сборе, прошедшем на льду арены ТРЦ «Терминал» (Бровары, Киевская область):
- первый этап: с 5 по 10 мая 2021 года[11]
- второй этап: с 17 по 22 мая 2021 года[12]

| Состав юниорской сборной Украины по хоккею с шайбой в сезоне 2020/2021 | Состав юниорской сборной Украины по хоккею с шайбой в сезоне 2020/2021 | Состав юниорской сборной Украины по хоккею с шайбой в сезоне 2020/2021 | Состав юниорской сборной Украины по хоккею с шайбой в сезоне 2020/2021 | Состав юниорской сборной Украины по хоккею с шайбой в сезоне 2020/2021 | Состав юниорской сборной Украины по хоккею с шайбой в сезоне 2020/2021 | Состав юниорской сборной Украины по хоккею с шайбой в сезоне 2020/2021 | Состав юниорской сборной Украины по хоккею с шайбой в сезоне 2020/2021 | Состав юниорской сборной Украины по хоккею с шайбой в сезоне 2020/2021 | Состав юниорской сборной Украины по хоккею с шайбой в сезоне 2020/2021 | Состав юниорской сборной Украины по хоккею с шайбой в сезоне 2020/2021 |
| №                                                                      | П                                                                      | Имя                                                                    | Дата рождения                                                          | Х                                                                      | Рост, см                                                               | Вес, кг                                                                | И                                                                      | Г                                                                      | О                                                                      | Клуб                                                                   |
| ---------------------------------------------------------------------- | ---------------------------------------------------------------------- | ---------------------------------------------------------------------- | ---------------------------------------------------------------------- | ---------------------------------------------------------------------- | ---------------------------------------------------------------------- | ---------------------------------------------------------------------- | ---------------------------------------------------------------------- | ---------------------------------------------------------------------- | ---------------------------------------------------------------------- | ---------------------------------------------------------------------- |
|                                                                        | В                                                                      | Егор Жуков                                                             | 24.06.2005                                                             | Л                                                                      | 175                                                                    | 70                                                                     | —                                                                      | —                                                                      | —                                                                      | «St. Andrew's College Saints» Орора                                    |
|                                                                        | В                                                                      | Андрей Малыхин                                                         | 05.09.2004                                                             | Л                                                                      | 175                                                                    | 70                                                                     | —                                                                      | —                                                                      | —                                                                      | «Harjun Kiekko» (Лохья)                                                |
|                                                                        | В                                                                      | Денис Пастушенко                                                       | 18.11.2004                                                             | Л                                                                      | 177                                                                    | 72                                                                     | —                                                                      | —                                                                      | —                                                                      | ХК «Белый Барс» (Белая Церковь)                                        |
|                                                                        | В                                                                      | Савва Сердюк                                                           | 28.04.2004                                                             | Л                                                                      | 191                                                                    | 76                                                                     | —                                                                      | —                                                                      | —                                                                      | «Atlanta Fire» (Атланта)                                               |
|                                                                        | В                                                                      | Никита Терлецкий                                                       | 20.08.2004                                                             | Л                                                                      | 182                                                                    | 72                                                                     | —                                                                      | —                                                                      | —                                                                      | ХК «Донбасс» (Донецк)                                                  |
|                                                                        | З                                                                      | Алексей Дахновский                                                     | 02.09.2004                                                             | Л                                                                      | 178                                                                    | 75                                                                     | —                                                                      | —                                                                      | —                                                                      | «Harjun Kiekko» (Лохья)                                                |
|                                                                        | З                                                                      | Арсений Киселёв                                                        | 17.06.2004                                                             | П                                                                      | 167                                                                    | 62                                                                     | 3                                                                      | 0                                                                      | 0                                                                      | ХК «Белый Барс» (Белая Церковь)                                        |
|                                                                        | З                                                                      | Артём Козловский                                                       | 09.06.2004                                                             | П                                                                      | 188                                                                    | 82                                                                     | —                                                                      | —                                                                      | —                                                                      | «Harjun Kiekko» (Лохья)                                                |
|                                                                        | З                                                                      | Никита Коневич                                                         | 03.06.2006                                                             | Л                                                                      | 186                                                                    | 76                                                                     | —                                                                      | —                                                                      | —                                                                      | ДЮСШ «Сокол» (Киев)                                                    |
|                                                                        | З                                                                      | Иван Кородюк                                                           | 05.01.2004                                                             | Л                                                                      | 188                                                                    | 84                                                                     | —                                                                      | —                                                                      | —                                                                      | «Atlanta Fire» (Атланта)                                               |
|                                                                        | З                                                                      | Вадим Котляр                                                           | 17.09.2004                                                             | Л                                                                      | 180                                                                    | 85                                                                     | —                                                                      | —                                                                      | —                                                                      | СДЮСШОР (Харьков)                                                      |
|                                                                        | З                                                                      | Александр Курзенков                                                    | 16.05.2005                                                             | Л                                                                      | 178                                                                    | 82                                                                     | —                                                                      | —                                                                      | —                                                                      | ДЮСШ «Льдинка» (Киев)                                                  |
|                                                                        | З                                                                      | Кирилл Мащенко                                                         | 24.08.2004                                                             | П                                                                      | 181                                                                    | 70                                                                     | —                                                                      | —                                                                      | —                                                                      | ХК «Белый Барс» (Белая Церковь)                                        |
|                                                                        | З                                                                      | Дмитрий Мельник                                                        | 18.02.2004                                                             | Л                                                                      | 175                                                                    | 76                                                                     | —                                                                      | —                                                                      | —                                                                      | ХК «Донбасс» (Донецк)                                                  |
|                                                                        | З                                                                      | Сергей Никулин                                                         | 03.11.2004                                                             | П                                                                      | 190                                                                    | 90                                                                     | —                                                                      | —                                                                      | —                                                                      | СДЮСШОР (Харьков)                                                      |
|                                                                        | З                                                                      | Владимир Папуна                                                        | 10.08.2004                                                             | Л                                                                      | 176                                                                    | 66                                                                     | —                                                                      | —                                                                      | —                                                                      | ХК «Донбасс» (Донецк)                                                  |
|                                                                        | З                                                                      | Валерий Раскин                                                         | 08.06.2004                                                             | Л                                                                      | 178                                                                    | 76                                                                     | —                                                                      | —                                                                      | —                                                                      | ХК «Донбасс» (Донецк)                                                  |
|                                                                        | З                                                                      | Тимур Терчиев                                                          | 18.03.2004                                                             | Л                                                                      | 188                                                                    | 86                                                                     | —                                                                      | —                                                                      | —                                                                      | «Boston Hockey Academy» (Бостон)                                       |
|                                                                        | З                                                                      | Владимир Трошкин                                                       | 02.08.2004                                                             | Л                                                                      | 165                                                                    | 61                                                                     | 3                                                                      | 0                                                                      | 0                                                                      | ХК «Белый Барс» (Белая Церковь)                                        |
|                                                                        | З                                                                      | Иван Шамардин                                                          | 01.07.2004                                                             | Л                                                                      | 182                                                                    | 93                                                                     | —                                                                      | —                                                                      | —                                                                      | СДЮСШОР (Харьков)                                                      |
|                                                                        | З                                                                      | Дмитрий Шевчук                                                         | 01.07.2005                                                             | Л                                                                      | 184                                                                    | 65                                                                     | —                                                                      | —                                                                      | —                                                                      | ХК «Белый Барс» (Белая Церковь)                                        |
|                                                                        | Н                                                                      | Антон Баглай                                                           | 09.12.2004                                                             | Л                                                                      | 180                                                                    | 75                                                                     | —                                                                      | —                                                                      | —                                                                      | ХК «Белый Барс» (Белая Церковь)                                        |
|                                                                        | Н                                                                      | Илья Бойко                                                             | 21.04.2004                                                             |                                                                        |                                                                        |                                                                        | —                                                                      | —                                                                      | —                                                                      | ХК «Белый Барс» (Белая Церковь)                                        |
|                                                                        | Н                                                                      | Максим Ганута                                                          | 01.02.2004                                                             | Л                                                                      | 180                                                                    | 75                                                                     | —                                                                      | —                                                                      | —                                                                      | ДЮСШ «Динамо» (Днепр)                                                  |
|                                                                        | Н                                                                      | Михаил Данилов                                                         | 01.08.2004                                                             | Л                                                                      |                                                                        |                                                                        | —                                                                      | —                                                                      | —                                                                      | «Phoenix Jr. Coyotes» (Финикс)                                         |
|                                                                        | Н                                                                      | Илья Дубский                                                           | 10.07.2004                                                             | Л                                                                      | 177                                                                    | 74                                                                     | —                                                                      | —                                                                      | —                                                                      | ХК «Донбасс» (Донецк)                                                  |
|                                                                        | Н                                                                      | Михаил Ковальчук                                                       | 17.07.2004                                                             |                                                                        |                                                                        |                                                                        | —                                                                      | —                                                                      | —                                                                      | СДЮСШОР (Харьков)                                                      |
|                                                                        | Н                                                                      | Артём Кондрашов                                                        | 26.12.2004                                                             | Л                                                                      | 175                                                                    | 70                                                                     | —                                                                      | —                                                                      | —                                                                      | «Harjun Kiekko» (Лохья)                                                |
|                                                                        | Н                                                                      | Артур Кондрашов                                                        | 26.12.2004                                                             | П                                                                      | 172                                                                    | 60                                                                     | —                                                                      | —                                                                      | —                                                                      | «Harjun Kiekko» (Лохья)                                                |
|                                                                        | Н                                                                      | Илья Крикля                                                            | 01.10.2004                                                             | Л                                                                      | 176                                                                    | 66                                                                     | —                                                                      | —                                                                      | —                                                                      | ХК «Донбасс» (Донецк)                                                  |
|                                                                        | Н                                                                      | Илларион Куприянов                                                     | 30.08.2005                                                             |                                                                        | 184                                                                    | 72                                                                     | —                                                                      | —                                                                      | —                                                                      | ДЮСШ «Динамо» (Днепр)                                                  |
|                                                                        | Н                                                                      | Владислав Куровский                                                    | 27.02.2004                                                             |                                                                        |                                                                        |                                                                        | —                                                                      | —                                                                      | —                                                                      | «MHk 32 Liptovský Mikuláš» (Липтовски Микулаш)                         |
|                                                                        | Н                                                                      | Всеволод Куровский                                                     | 27.02.2004                                                             |                                                                        |                                                                        |                                                                        | —                                                                      | —                                                                      | —                                                                      | «MHk 32 Liptovský Mikuláš» (Липтовски Микулаш)                         |
|                                                                        | Н                                                                      | Михаил Лихтенштейн                                                     | 05.08.2004                                                             | Л                                                                      | 185                                                                    | 77                                                                     | —                                                                      | —                                                                      | —                                                                      | «Harjun Kiekko» (Лохья)                                                |
|                                                                        | Н                                                                      | Климентий Лысак                                                        | 06.08.2004                                                             | П                                                                      | 175                                                                    | 70                                                                     | —                                                                      | —                                                                      | —                                                                      | СДЮСШОР (Харьков)                                                      |
|                                                                        | Н                                                                      | Денис Мельник                                                          | 16.04.2004                                                             | П                                                                      | 178                                                                    | 75                                                                     | —                                                                      | —                                                                      | —                                                                      | ДЮСШ «Динамо» (Днепр)                                                  |
|                                                                        | Н                                                                      | Платон Мельниченко                                                     | 08.04.2004                                                             | Л                                                                      | 176                                                                    | 68                                                                     | —                                                                      | —                                                                      | —                                                                      | ХК «Донбасс» (Донецк)                                                  |
|                                                                        | Н                                                                      | Никита Моисеев                                                         | 11.02.2005                                                             |                                                                        |                                                                        |                                                                        | —                                                                      | —                                                                      | —                                                                      | ХК «Белый Барс» (Белая Церковь)                                        |
|                                                                        | Н                                                                      | Даниил Набойченко                                                      | 21.01.2004                                                             | Л                                                                      | 178                                                                    | 70                                                                     | —                                                                      | —                                                                      | —                                                                      | «Harjun Kiekko» (Лохья)                                                |
|                                                                        | Н                                                                      | Игорь Николаевич                                                       | 07.04.2004                                                             | П                                                                      | 168                                                                    | 56                                                                     | —                                                                      | —                                                                      | —                                                                      | СДЮСШОР (Харьков)                                                      |
|                                                                        | Н                                                                      | Арсен Олейник                                                          | 11.03.2004                                                             | Л                                                                      | 175                                                                    | 72                                                                     | —                                                                      | —                                                                      | —                                                                      | ХК «Донбасс» (Донецк)                                                  |
|                                                                        | Н                                                                      | Игнат Пазий                                                            | 04.12.2006                                                             | Л                                                                      | 153                                                                    | 45                                                                     | —                                                                      | —                                                                      | —                                                                      | ДЮСШ «Сокол» (Киев)                                                    |
|                                                                        | Н                                                                      | Никита Сидоренко                                                       | 13.09.2004                                                             | Л                                                                      | 185                                                                    | 78                                                                     | —                                                                      | —                                                                      | —                                                                      | ХК «Донбасс» (Донецк)                                                  |
|                                                                        | Н                                                                      | Илья Собченко                                                          | 28.06.2005                                                             | Л                                                                      | 183                                                                    | 72                                                                     | —                                                                      | —                                                                      | —                                                                      | ХК «Белый Барс» (Белая Церковь)                                        |
|                                                                        | Н                                                                      | Сергей Стецюра                                                         | 18.07.2004                                                             | П                                                                      | 173                                                                    | 60                                                                     | —                                                                      | —                                                                      | —                                                                      | ХК «Белый Барс» (Белая Церковь)                                        |
|                                                                        | Н                                                                      | Егор Суслик                                                            | 11.01.2004                                                             | Л                                                                      | 183                                                                    | 76                                                                     | —                                                                      | —                                                                      | —                                                                      | «Väsby» IK (Уппландс-Весбю)                                            |
|                                                                        | Н                                                                      | Вениамин Трандафилов                                                   | 30.04.2004                                                             | Л                                                                      | 184                                                                    | 73                                                                     | —                                                                      | —                                                                      | —                                                                      | ХК «Донбасс» (Донецк)                                                  |
|                                                                        | Н                                                                      | Демьян Тыченко                                                         | 23.12.2004                                                             | Л                                                                      | 179                                                                    | 65                                                                     | —                                                                      | —                                                                      | —                                                                      | СДЮСШОР (Харьков)                                                      |
|                                                                        | Н                                                                      | Александр Ханенко                                                      | 01.02.2004                                                             | П                                                                      | 183                                                                    | 71                                                                     | —                                                                      | —                                                                      | —                                                                      | ХК «Донбасс» (Донецк)                                                  |
|                                                                        | Н                                                                      | Александр Яйлов                                                        | 14.12.2004                                                             | Л                                                                      | 187                                                                    | 91                                                                     | —                                                                      | —                                                                      | —                                                                      | ХК «Донбасс» (Донецк)                                                  |

Список кандидатов в состав юниорской сборной Украины по хоккею с шайбой на сезон 2020/2021
| Список кандидатов в состав юниорской сборной Украины по хоккею с шайбой на сезон 2020/2021 | Список кандидатов в состав юниорской сборной Украины по хоккею с шайбой на сезон 2020/2021 | Список кандидатов в состав юниорской сборной Украины по хоккею с шайбой на сезон 2020/2021 | Список кандидатов в состав юниорской сборной Украины по хоккею с шайбой на сезон 2020/2021 | Список кандидатов в состав юниорской сборной Украины по хоккею с шайбой на сезон 2020/2021 | Список кандидатов в состав юниорской сборной Украины по хоккею с шайбой на сезон 2020/2021 | Список кандидатов в состав юниорской сборной Украины по хоккею с шайбой на сезон 2020/2021 | Список кандидатов в состав юниорской сборной Украины по хоккею с шайбой на сезон 2020/2021 | Список кандидатов в состав юниорской сборной Украины по хоккею с шайбой на сезон 2020/2021 | Список кандидатов в состав юниорской сборной Украины по хоккею с шайбой на сезон 2020/2021 | Список кандидатов в состав юниорской сборной Украины по хоккею с шайбой на сезон 2020/2021 |
| №                                                                                          | П                                                                                          | Имя                                                                                        | Дата рождения                                                                              | Х                                                                                          | Рост, см                                                                                   | Вес, кг                                                                                    | И                                                                                          | Г                                                                                          | О                                                                                          | Клуб                                                                                       |
| ------------------------------------------------------------------------------------------ | ------------------------------------------------------------------------------------------ | ------------------------------------------------------------------------------------------ | ------------------------------------------------------------------------------------------ | ------------------------------------------------------------------------------------------ | ------------------------------------------------------------------------------------------ | ------------------------------------------------------------------------------------------ | ------------------------------------------------------------------------------------------ | ------------------------------------------------------------------------------------------ | ------------------------------------------------------------------------------------------ | ------------------------------------------------------------------------------------------ |
|                                                                                            | З                                                                                          | Илья Адаменко                                                                              | 21.02.2003                                                                                 | Л                                                                                          | 196                                                                                        | 89                                                                                         | —                                                                                          | —                                                                                          | —                                                                                          | ХК «Белый Барс» (Белая Церковь)                                                            |
|                                                                                            | Н                                                                                          | Борис Андрющенко                                                                           | 15.05.2003                                                                                 | Л                                                                                          | 180                                                                                        | 73                                                                                         | —                                                                                          | —                                                                                          | —                                                                                          | ХК «Ледяные Волки» (Киев)                                                                  |
|                                                                                            | В                                                                                          | Глеб Арцатбанов                                                                            | 02.03.2004                                                                                 | П                                                                                          |                                                                                            |                                                                                            | —                                                                                          | —                                                                                          | —                                                                                          | «Phoenix Jr. Coyotes» (Финикс)                                                             |
|                                                                                            | Н                                                                                          | Павел Атаманчук                                                                            | 29.07.2003                                                                                 | П                                                                                          | 183                                                                                        | 71                                                                                         | —                                                                                          | —                                                                                          | —                                                                                          | HC «Okanagan Europe» (Санкт-Пёльтен)                                                       |
|                                                                                            | Н                                                                                          | Никита Белик                                                                               | 20.07.2003                                                                                 | П                                                                                          | 175                                                                                        | 75                                                                                         | —                                                                                          | —                                                                                          | —                                                                                          | «Cushing Academy Penguins» (Эшбернхэм)                                                     |
|                                                                                            | Н                                                                                          | Даниил Булах                                                                               | 19.07.2003                                                                                 | Л                                                                                          | 180                                                                                        | 73                                                                                         | —                                                                                          | —                                                                                          | —                                                                                          | ХК «Ледяные Волки» (Киев)                                                                  |
|                                                                                            | З                                                                                          | Владимир Волков                                                                            | 22.02.2004                                                                                 | Л                                                                                          | 178                                                                                        | 65                                                                                         | —                                                                                          | —                                                                                          | —                                                                                          | HC «Slovan» (Братислава)                                                                   |
|                                                                                            | З                                                                                          | Глеб Востриков                                                                             | 02.02.2005                                                                                 | Л                                                                                          | 188                                                                                        | 74                                                                                         | —                                                                                          | —                                                                                          | —                                                                                          | ХК «Белый Барс» (Белая Церковь)                                                            |
|                                                                                            | В                                                                                          | Макар Ганин                                                                                | 04.08.2004                                                                                 |                                                                                            | 165                                                                                        | 45                                                                                         | —                                                                                          | —                                                                                          | —                                                                                          | «Harjun Kiekko» (Лохья)                                                                    |
|                                                                                            | Н                                                                                          | Артём Грабовецкий                                                                          | 21.08.2003                                                                                 | П                                                                                          | 178                                                                                        | 73                                                                                         | 4                                                                                          | 0                                                                                          | 3                                                                                          | ХК «Белый Барс» (Белая Церковь)                                                            |
|                                                                                            | Н                                                                                          | Даниил Доля                                                                                | 19.11.2004                                                                                 | П                                                                                          | 188                                                                                        | 88                                                                                         | —                                                                                          | —                                                                                          | —                                                                                          | «Harjun Kiekko» (Лохья)                                                                    |
|                                                                                            | З                                                                                          | Андрей Евтухов                                                                             | 14.01.2003                                                                                 | Л                                                                                          | 183                                                                                        | 79                                                                                         | 20                                                                                         | 0                                                                                          | 1                                                                                          | «Springfield Pics» (Спрингфилд)                                                            |
|                                                                                            | З                                                                                          | Никита Казаков                                                                             | 18.08.2003                                                                                 | Л                                                                                          | 182                                                                                        | 82                                                                                         | 6                                                                                          | 1                                                                                          | 1                                                                                          | ХК «Капитан» (Ступино)                                                                     |
|                                                                                            | Н                                                                                          | Даниил Коржилецкий                                                                         | 16.06.2003                                                                                 | П                                                                                          | 183                                                                                        | 83                                                                                         | 6                                                                                          | 5                                                                                          | 9                                                                                          | МХК «Сокол» (Киев)                                                                         |
|                                                                                            | Н                                                                                          | Михаил Красножон                                                                           | 01.12.2003                                                                                 | Л                                                                                          | 178                                                                                        | 80                                                                                         | —                                                                                          | —                                                                                          | —                                                                                          | HC «Košice» (Кошице)                                                                       |
|                                                                                            | Н                                                                                          | Андрей Кривоножкин                                                                         | 28.02.2003                                                                                 | Л                                                                                          | 188                                                                                        | 78                                                                                         | 3                                                                                          | 1                                                                                          | 4                                                                                          | ХК «Динамо» (Днепр)                                                                        |
|                                                                                            | Н                                                                                          | Владимир Науменко                                                                          | 23.03.2005                                                                                 | Л                                                                                          | 177                                                                                        | 67                                                                                         | —                                                                                          | —                                                                                          | —                                                                                          | СДЮСШОР (Харьков)                                                                          |
|                                                                                            | Н                                                                                          | Виктор Никонов                                                                             | 14.01.2003                                                                                 | П                                                                                          | 185                                                                                        | 80                                                                                         | —                                                                                          | —                                                                                          | —                                                                                          | ХК «Днепр» (Херсон)                                                                        |
|                                                                                            | Н                                                                                          | Илья Остроушко                                                                             | 24.07.2003                                                                                 | Л                                                                                          | 185                                                                                        | 77                                                                                         | 2                                                                                          | 0                                                                                          | 0                                                                                          | «Porin Ässät» (Пори)                                                                       |
|                                                                                            | З                                                                                          | Арсен Палийчук                                                                             | 28.02.2003                                                                                 | Л                                                                                          | 191                                                                                        | 88                                                                                         | 6                                                                                          | 1                                                                                          | 1                                                                                          | HC «Okanagan Europe» (Санкт-Пёльтен)                                                       |
|                                                                                            | Н                                                                                          | Богдан Панасенко                                                                           | 22.04.2003                                                                                 | П                                                                                          | 175                                                                                        | 73                                                                                         | 3                                                                                          | 0                                                                                          | 0                                                                                          | ХК «Днепр» (Херсон)                                                                        |
|                                                                                            | З                                                                                          | Игорь Первушин                                                                             | 10.09.2003                                                                                 | Л                                                                                          | 170                                                                                        | 68                                                                                         | 3                                                                                          | 0                                                                                          | 0                                                                                          | HC «Panter» (Таллин)                                                                       |
|                                                                                            | Н                                                                                          | Вадим Петрошенко                                                                           | 01.02.2003                                                                                 | Л                                                                                          | 177                                                                                        | 70                                                                                         | 6                                                                                          | 2                                                                                          | 2                                                                                          | ХК «Белый Барс» (Белая Церковь)                                                            |
|                                                                                            | В                                                                                          | Василий Полгородник                                                                        | 14.01.2003                                                                                 | П                                                                                          | 182                                                                                        | 79                                                                                         | 4                                                                                          | −6                                                                                         | 0                                                                                          | ХК «Белый Барс» (Белая Церковь)                                                            |
|                                                                                            | З                                                                                          | Артём Портной                                                                              | 05.03.2003                                                                                 | П                                                                                          | 173                                                                                        | 68                                                                                         | —                                                                                          | —                                                                                          | —                                                                                          | ХК «Белый Барс» (Белая Церковь)                                                            |
|                                                                                            | Н                                                                                          | Тимофей Савицкий                                                                           | 31.05.2003                                                                                 | Л                                                                                          | 182                                                                                        | 72                                                                                         | 6                                                                                          | 1                                                                                          | 2                                                                                          | ХК «Кременчуг» (Кременчуг)                                                                 |
|                                                                                            | Н                                                                                          | Станислав Садовиков                                                                        | 20.01.2003                                                                                 | Л                                                                                          | 186                                                                                        | 90                                                                                         | 19                                                                                         | 1                                                                                          | 5                                                                                          | ХК «Донбасс» (Донецк)                                                                      |
|                                                                                            | Н                                                                                          | Давид Сибилевич                                                                            | 08.10.2003                                                                                 | П                                                                                          | 185                                                                                        | 83                                                                                         | —                                                                                          | —                                                                                          | —                                                                                          | ХК «Ледяные Волки» (Киев)                                                                  |
|                                                                                            | Н                                                                                          | Лев Стасюк                                                                                 | 16.06.2005                                                                                 | П                                                                                          |                                                                                            |                                                                                            | —                                                                                          | —                                                                                          | —                                                                                          | ХК «Легион» (Калуш)                                                                        |
|                                                                                            | З                                                                                          | Владислав Сушков                                                                           | 29.01.2003                                                                                 | Л                                                                                          | 178                                                                                        | 65                                                                                         | 3                                                                                          | 0                                                                                          | 0                                                                                          | ХК «Белый Барс» (Белая Церковь)                                                            |
|                                                                                            | Н                                                                                          | Даниил Трахт                                                                               | 20.02.2003                                                                                 | П                                                                                          | 180                                                                                        | 76                                                                                         | —                                                                                          | —                                                                                          | —                                                                                          | «Rauman Lukko» (Раума)                                                                     |
|                                                                                            | Н                                                                                          | Даниил Царьковский                                                                         | 03.12.2003                                                                                 | Л                                                                                          | 183                                                                                        | 76                                                                                         | —                                                                                          | —                                                                                          | —                                                                                          | HC «Panter» (Таллин)                                                                       |
|                                                                                            | З                                                                                          | Артур Чолач                                                                                | 06.06.2003                                                                                 | Л                                                                                          | 189                                                                                        | 91                                                                                         | 2                                                                                          | 0                                                                                          | 3                                                                                          | МХК «Сокол» (Киев)                                                                         |
|                                                                                            | З                                                                                          | Александр Шаповалов                                                                        | 01.04.2004                                                                                 | Л                                                                                          | 186                                                                                        | 80                                                                                         | —                                                                                          | —                                                                                          | —                                                                                          | «Harjun Kiekko» (Лохья)                                                                    |
|                                                                                            | Н                                                                                          | Арсен Ярмак                                                                                | 08.10.2004                                                                                 | Л                                                                                          | 182                                                                                        | 77                                                                                         | —                                                                                          | —                                                                                          | —                                                                                          | СДЮСШОР (Харьков)                                                                          |
|                                                                                            | Н                                                                                          | Антон Яцышин                                                                               | 25.08.2004                                                                                 | Л                                                                                          | 190                                                                                        | 86                                                                                         | —                                                                                          | —                                                                                          | —                                                                                          | «Rink Hockey Academy» (Келоуна)                                                            |

Расширенный список кандидатов в состав юниорской сборной Украины по хоккею с шайбой на сезон 2020/2021
| Расширенный список кандидатов в состав юниорской сборной Украины по хоккею с шайбой на сезон 2020/2021 | Расширенный список кандидатов в состав юниорской сборной Украины по хоккею с шайбой на сезон 2020/2021 | Расширенный список кандидатов в состав юниорской сборной Украины по хоккею с шайбой на сезон 2020/2021 | Расширенный список кандидатов в состав юниорской сборной Украины по хоккею с шайбой на сезон 2020/2021 | Расширенный список кандидатов в состав юниорской сборной Украины по хоккею с шайбой на сезон 2020/2021 | Расширенный список кандидатов в состав юниорской сборной Украины по хоккею с шайбой на сезон 2020/2021 | Расширенный список кандидатов в состав юниорской сборной Украины по хоккею с шайбой на сезон 2020/2021 | Расширенный список кандидатов в состав юниорской сборной Украины по хоккею с шайбой на сезон 2020/2021 | Расширенный список кандидатов в состав юниорской сборной Украины по хоккею с шайбой на сезон 2020/2021 | Расширенный список кандидатов в состав юниорской сборной Украины по хоккею с шайбой на сезон 2020/2021 | Расширенный список кандидатов в состав юниорской сборной Украины по хоккею с шайбой на сезон 2020/2021 |
| № | П | Имя | Дата рождения                                                                                          | Х | Рост, см                                                                                               | Вес, кг                                                                                                | И | Г | О | Клуб                                                                                                   |
| --- | --- | --- | --- | --- | --- | --- | --- | --- | --- | --- |
| | З | Руслан Бойко                                                                                           | 20.08.2003                                                                                             | П | 179 | 70 | — | — | — | ХК «Белый Барс» (Белая Церковь)                                                                        |
| | В | Илья Коломоец                                                                                          | 31.05.2003                                                                                             | Л | 177 | 75 | — | — | — | ХК «Белый Барс» (Белая Церковь)                                                                        |
| | Н | Денис Пасько                                                                                           | 07.09.2005                                                                                             | Л | 176 | 70 | — | — | — | ХК «Кривбасс» (Кривой Рог)                                                                             |
| | З | Илья Прусский                                                                                          | 23.01.2003                                                                                             | Л | 187 | 85 | 6 | 0 | 2 | ХК «Белый Барс» (Белая Церковь)                                                                        |
| | Н | Максим Семененко                                                                                       | 02.05.2003                                                                                             | П | 176 | 68 | — | — | — | «95 Giants» (Атлборо)                                                                                  |
| | З | Даниил Таратута                                                                                        | 27.03.2003                                                                                             | П | 178 | 84 | — | — | — | НС «Luzern» (Люцерн)                                                                                   |

## Тренеры
| 1992 | — | 1993  | Анатолий Николаев   |
| 1993 | — | 1994  | Борис Гольцев       |
| 1994 | — | 1995  | Виктор Чибирев      |
| 1995 | — | 1997  | Вадим Сибирко       |
| 1997 | — | 2001  | Сергей Лубнин       |
| 2001 | — | 2002  | Анатолий Доника     |
| 2002 | — | 2003  | Анатолий Степанищев |
| 2003 | — | 2005  | Иван Правилов       |
| 2005 | — | 2006  | Виктор Чибирев      |
| 2006 | — | 2009  | Рамиль Юлдашев      |
| 2009 | — | 2012  | Александр Годынюк   |
| 2012 | — | 2013  | Александр Савицкий  |
| 2013 | — | 2015  | Андрей Савченко     |
| 2015 | — | 2016  | Евгений Алипов      |
| 2016 | — | 2018  | Олег Игнатьев       |
| 2018 | — | 2019  | Олег Тимченко       |
| 2019 | — | н. в. | Александр Бобкин    |